# Selwyn Edge
Selwyn Francis Edge, avstralsko-britanski dirkač in poslovnež, * 29. marec 1868, Concord, Novi južni Wales, Avstralija, † 1940, Anglija, Združeno kraljestvo.
Selwyn Edge se je rodil 29. marca 1868 v Concordu, Novi južni Wales, Avstralija. V starosti treh let se je družina preselila v London, kjer je v poznih najstniških zaslovel kot motociklistični dirkač. Prvič je na pomembnejši avtomobilistični dirki nastopil v sezoni 1900, ko je na dirki  Pariz-Toulouse-Pariz odstopil. Podobno se mu je pripetilo tudi na naslednjih treh dirkah, svetovno slavo pa si je pridobil z zmago na dirki Gordon Bennet Cup v sezoni 1902. V isti sezoni je dosegel še petnajsto mesto na dirki Pariz-Dunaj, zadnjič pa je nastopil v naslednji sezoni 1903 na dirki Gordon Bennet Cup, kjer pa se mu ni uspelo kvalificirati na dirko. Umrl je leta 1940 v Angliji.